# Gfycat
Gfycat (/ ˈ dʒ ɪ f iː ˌ k æ t / JIFEE-cat) foi uma empresa de hospedagem de vídeos curtos gerada por usuários, fundada por Richard Rabbat, Dan McEleney e Jeff Harris.

## História
Fundado em 2013 em Edmonton, Canadá, o Gfycat foi um dos primeiros serviços web a oferecer codificação de vídeo de GIFs. Foi constituída nos Estados Unidos em 2015 e arrecadou US$ 10 milhões em uma rodada de financiamento inicial em 2016.
Gfycat ofereceu uma plataforma web para upload e hospedagem de conteúdo de vídeo curto, bem como um aplicativo iMessage, um aplicativo Android, e o aplicativo GIF Brewery macOS para criação de GIF e vídeo. Também tinha integrações com Reddit, o aplicativo de mensagens Tango, Microsoft Outlook, Skype, e WordPress entre outros. Foi finalista do Advertising Age Creativity Awards 2016 na categoria "Startup to Watch".
Em 2016, Gfycat foi classificado entre os 57 principais sites nos EUA por tráfego, com mais de 130 milhões de usuários ativos mensais em 2017. Seus usuários estavam concentrados principalmente em países de língua inglesa, com uma posição significativa na Europa e na América Latina. Suportava dezesseis idiomas, incluindo inglês, francês, espanhol, russo, ucraniano, japonês, chinês (tradicional e simplificado), coreano e árabe. Os usuários caíram principalmente na faixa etária de 18 a 35 anos.
A Gfycat tinha escritórios em Edmonton, Alberta e Palo Alto, Califórnia.
Em 2018, a Gfycat teve uma suposta violação de dados; cerca de 8 milhões de contas foram comprometidas, e seu banco de dados foi colocado à venda no Dream Market.
Em dezembro de 2019, Gfycat iniciou redgifs.com para conteúdo adulto.[carece de fontes?]
Em maio de 2020, a Gfycat foi adquirida pela Snap Inc,  empresa controladora do Snapchat. Em 12 de maio de 2020, Gfycat baniu completamente o conteúdo adulto.[carece de fontes?]
Em 18 de maio de 2023, o certificado TLS para gfycat.com expirou. Problemas com upload foram relatados meses antes da expiração do certificado, sem resposta do suporte da empresa. Em 22 de maio, o certificado TLS foi renovado, com um porta-voz da Snap Inc, descrevendo-o como um “problema temporário”, embora persistissem problemas com o upload para o site.
Em 30 de junho de 2023, Gfycat anunciou que descontinuaria o serviço em 1º de setembro de 2023. Em 1º de setembro de 2023, o site foi retirado do ar.